# Wspólnota administracyjna Igling
Wspólnota administracyjna Igling – wspólnota administracyjna (niem. Verwaltungsgemeinschaft) w Niemczech, w kraju związkowym Bawaria, w rejencji Górna Bawaria, w regionie Monachium, w powiecie Landsberg am Lech. Siedziba wspólnoty znajduje się w miejscowości Igling. Powstała 1 maja 1978 w wyniku reformy administracyjnej.
Wspólnota administracyjna zrzesza trzy gminy wiejskie (Gemeinde):
- Hurlach, 1 663 mieszkańców, 17,14 km²
- Igling, 2 370 mieszkańców, 26,36 km²
- Obermeitingen, 1 601 mieszkańców, 9,93 km²